# Brittany Crew
£
Brittany Crew (* 6. März 1994 in Mississauga, Ontario) ist eine kanadische Kugelstoßerin, die gelegentlich auch im Diskuswurf an den Start geht.

## Sportliche Laufbahn
Erste Erfahrungen bei internationalen Wettkämpfen sammelte Brittany Crew bei den Juniorenweltmeisterschaften 2012 in Barcelona, bei denen sie mit 14,03 m in der Qualifikation ausschied. 2014 gewann sie bei den U23-NACAC-Meisterschaften in Kamloops mit die Bronzemedaillen im Kugelstoßen und mit dem Diskus. 2015 gewann sie ebenfalls Bronze bei der Sommer-Universiade im südkoreanischen Gwangju, bei denen sie die Kugel auf 17,27 m stieß. 2016 nahm sie an den Olympischen Spielen in Rio de Janeiro teil und schied dort mit 17,45 m in der Qualifikation aus. Im Mai 2017 verbesserte sie ihre Freiluftbestmarke auf über 18,50 Meter und verbesserte damit den von Julie Labonté gehaltenen kanadischen Rekord um etwas mehr als 20 Zentimeter. Damit qualifizierte sie sich für die Weltmeisterschaften in London, bei denen sie mit 18,21 m im Finale den sechsten Platz belegte. Zwei Wochen später gewann sie bei den Studentenweltspielen in Taipeh mit 18,34 m die Goldmedaille. Bei den Leichtathletik-Hallenweltmeisterschaften 2018 in Birmingham erreichte sie mit 17,61 m Rang zehn und gewann anschließend mit 18,32 m die Bronzemedaille bei den Commonwealth Games im australischen Gold Coast hinter der Jamaikanerin Danniel Thomas-Dodd und Valerie Adams aus Neuseeland.
2019 nahm sie ein weiteres Mal an der Sommer-Universiade in Neapel teil und belegte dort mit einer Weite von 17,07 m den siebten Platz. Anfang August verbesserte sie bei den Panamerikanischen Spielen in Lima ihren eigenen Landesrekord auf 19,07 m und gewann damit die Silbermedaille hinter der Jamaikanerin Thomas-Todd. Anschließend gelangte sie bei den Weltmeisterschaften in Doha bis ins Finale und belegte dort mit 18,55 m den achten Platz. 2021 nahm sie an den Olympischen Spielen in Tokio teil, schied dort aber ohne einen gültigen Versuch in der Qualifikationsrunde aus.
In den Jahren von 2016 bis 2019 wurde Crew kanadische Meisterin im Kugelstoßen. Sie absolvierte ein Studium der Gesundheitswissenschaften an der York University.

## Persönliche Bestleistungen
- Kugelstoßen: 19,28 m, 1. September 2019 in Berlin (kanadischer Rekord)
  - Kugelstoßen (Halle): 18,20 m, 10. Februar 2018 in Montreal (kanadischer Rekord)
- Diskuswurf: 56,06 m, 13. September 2020 in Brampton